# Josep Aspachs Colomé
Josep Aspachs Colomé (Sabadell, Vallès Occidental, 1929 - 26 de maig de 2016) fou un escalador català.
Aspachs es va iniciar en l'escalada a través de Josep Alaix, pare de generacions d'escaladors. Durant la seva trajectòria, a més de a l'alpinisme, es va dedicar a l'esquí, l'escalada i la fotografia. Fins i tot, va rebre formació com a paracaigudista. El 1955 es va convertir en membre del Centre Excursionista de Catalunya i del Centre Acadèmic d’Escalada. Com a membre d'aquesta entitat va realitzar les primeres ascensions estatals als Pirineus, que tingueren continuïtat fins al 1965. També va estar vinculat al Centre Excursionista del Vallès i al Centre Excursionista de Sabadell. El 1960 realitzà un curs a l’Escola Nacional d’Esquí i Alpinisme de Chamonix (ENSA) i dugué a terme diverses escalades als Alps francesos.
Entre 1971 i 1978 fou el president de la Comissió de Refugis del CEC, càrrec des del qual es va preocupar de la restauració de diversos refugis com, per exemple, el Refugi Joan Ventosa i Calvell.
El 1966 va rebre la medalla de la Federació Espanyola de Muntanyisme. El 1960 fou nominat per al trofeu de "Millor esportista sabadellenc", convocat per diversos mitjans esportius sabadellencs. El 1967 la Federació Catalana de Muntanyisme li concedí la "Medalla de Muntanyisme". El 1971 se li concedí el Primer accèssit de fotografia per una producció amb lema Flors de Pirineu. L'any 2006, els germans Masó li dedicaren una via oberta a la Serra de l'Obac.